# Чехове (Ялта)
Чехове (до 1945 року — Ау́тка, крим. Autka) — колишнє смт в Криму, до 1973 року підпорядковане Ялтинській міськраді. Тепер — місцевість у місті Ялта, розташована на північному сході міста.

## Історія
Станом на 1864 рік у Нижній Аутці (Фарфарі) було 60 дворів, проживало 165 чол. і 164 жінки, у Верхній Аутці — 112 дворів, 136 чол. і 141 жінка. В обох населених пунктах було по одній православній церкві. Населення в Нижній Аутці — румейське, у Верхній — румейське й кримськотатарське.
Наприкінці XIX століття — село Ялтинського повіту Таврійської губернії, за 3 версти від Ялти, на річці Учансу, поблизу її водоспаду. Поблизу розташовані залишки давнього укріплення. На околиці Аутки знайдено розсіяний скарб римських монет.
Житель Аупки Сеїд-Омер-Ізмаїл-Оглу брав участь у Всесвітній виставці 1862 р. як представник Російської імперії.
1899 року в селі Верхня Аутка, на околиці Ялти, збудував будинок Антон Чехов, навколо нього посадив сад. На «Білій дачі», як нарекли місцеві жителі чеховський будинок, Антон Павлович написав п'єси «Вишневий сад», «Три сестри», повість «В яру», декілька оповідань.
21 серпня 1945 року Указом Президії Верховного Ради РРФСР «Про перейменування сільських рад та населених пунктів Кримської області» Аутка була перейменована на Чехове.
25 травня 1957 року Чехове отримало статус смт.
У 1973 році смт Чехове ввійшло в межі міста Ялти.

## Галерея

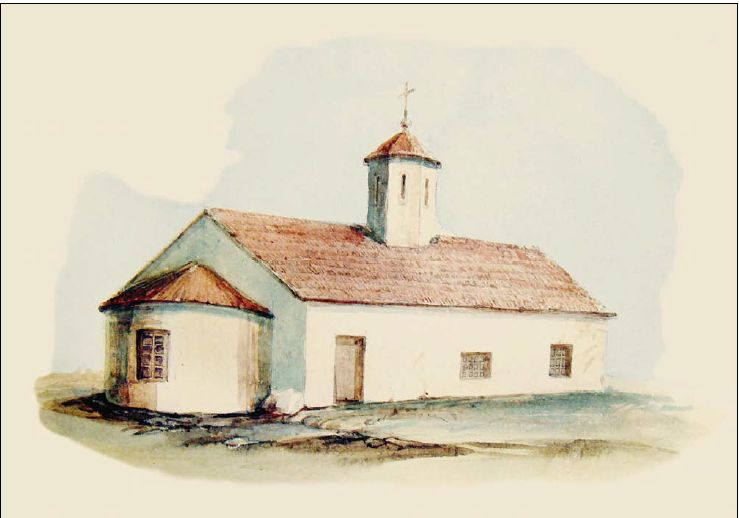
Церква Феодора Стратилату в Аутці, 1867
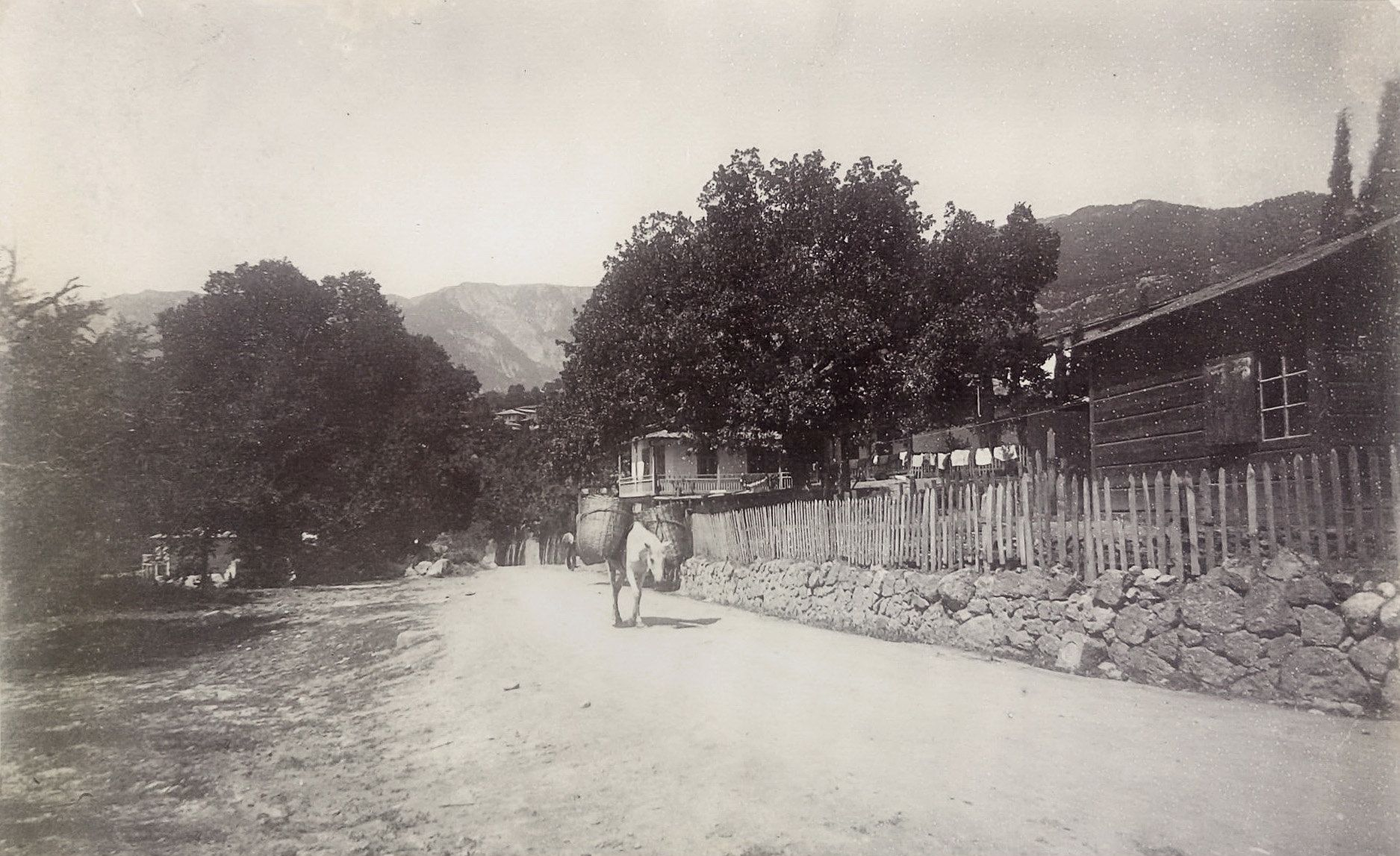
Дорога з Ялти до Верхньої Аутки, 1891
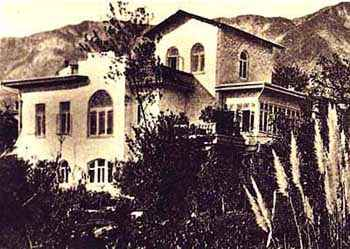
Будинок Чехова в Аутці. 1899 рік.
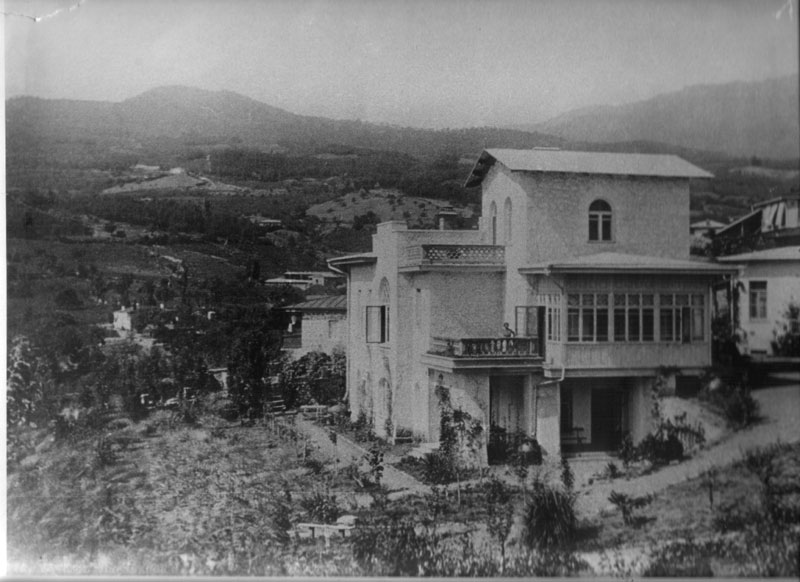
Аутка, будинок Чехова. Ялтинський повіт, Крим, 1900 рік.
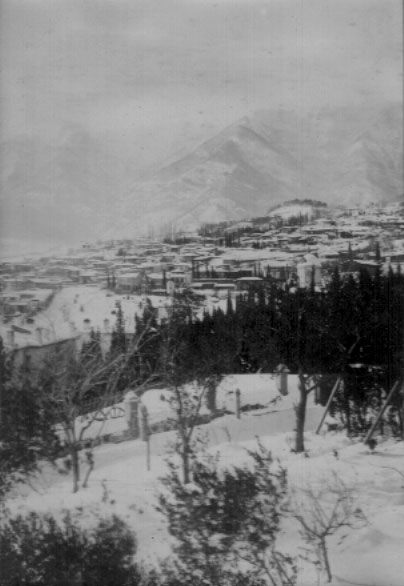
Аутка, Ялтинський повіт, Крим, 1900 рік.
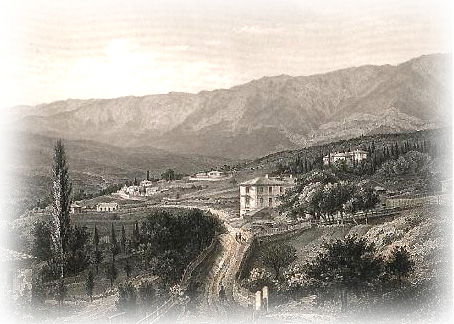
Аутка, Ялтинський повіт, Крим, 1900 рік.
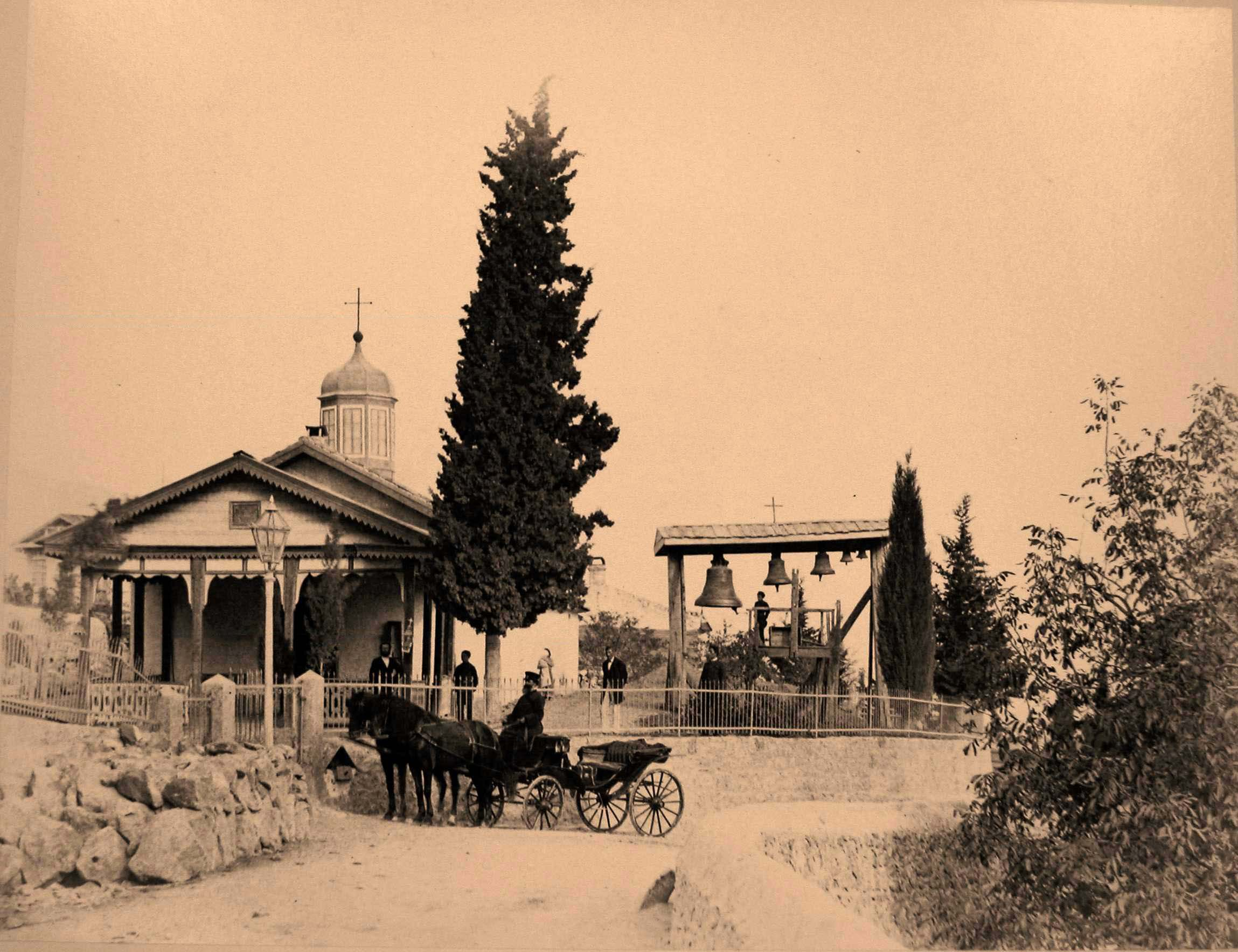
Аутка, церква Феодора Тірона. Ялтинський повіт, Крим, 1900 рік.